# I rörelse
"I rörelse" är en dikt av Karin Boye ur samlingen Härdarna (1927) och inleds med raderna "Den mätta dagen, den är aldrig störst. Den bästa dagen är en dag av törst."
Den har bland annat uppmärksammats för att Tommy Svensson läste den för spelarna i svenska landslaget inför åttondelsfinalen mot Saudiarabien vid VM i fotboll 1994 i USA.
År 2014 använde  Mercedes Benz dikten i en bilreklam, med tillåtelse av  Karin Boye-sällskapet. Detta ledde till att Svenska Akademiens ständige sekreterare Peter Englund åberopade klassikerskyddet, och kallade händelsen för ”gravplundring”.